# Kanizsai-ház
A Kanizsai-ház (Kanizsai Nagy Antal-féle ház) szecessziós lakóépület Kiskunfélegyházán, a Petőfi utca 11. szám alatt.
Kanizsai Nagy Antal városi főmérnök tervezte magánlakás céljára 1911-ben, és egy éven belül felépült. Főhomlokzati fala íves kiképzésű, vakolatdíszes-virágfüzéres, belső terében homokfúvott üvegek találhatók. Az 1990-es években felújították, amikor is az épület a Constantinum Intézmény tulajdonába került. Ma diákotthon-kollégium működik benne.